# Communauté de communes du Canton de Saint Trivier de Courtes
Die Communauté de communes du Canton de Saint Trivier de Courtes ist ein ehemaliger französischer Gemeindeverband mit Rechtsform einer Communauté de communes im Département Ain, dessen Verwaltungssitz sich in dem Ort Saint-Trivier-de-Courtes befand.
Der Gemeindeverband bestand aus 12 Gemeinden und zählte 6.392 Einwohner (Stand 2013) auf einer Fläche von 193,9 km2. Sein Zuschnitt entsprach genau dem des ehemaligen Kantons Saint-Trivier-de-Courtes. Präsident des Gemeindeverbandes war zuletzt Michel Brunet.

## Historische Entwicklung
Der Verband wurde Ende 2000 unter dem Namen Communauté de communes de la Plaine de Bresse gegründet und im darauffolgenden Jahr in den heutigen Namen umbenannt. Er ging auf einen district zurück, die Vorgängerform der Communauté de communes.
Der Gemeindeverband fusionierte mit Wirkung vom 1. Januar 2017 mit den Gemeindeverbänden 
- Communauté d’agglomération de Bourg-en-Bresse
- Communauté de communes Bresse Dombes Sud Revermont
- Communauté de communes du Canton de Coligny
- Communauté de communes de Montrevel-en-Bresse
- Communauté de communes de Treffort-en-Revermont
- Communauté de communes de La Vallière

und bildete so die Nachfolgeorganisation Communauté d’agglomération du Bassin de Bourg-en-Bresse.

## Aufgaben
Zu den vorgeschriebenen Kompetenzen gehörten die Entwicklung und Förderung wirtschaftlicher Aktivitäten und des Tourismus sowie die Raumplanung auf Basis eines Schéma de Cohérence Territoriale. Der Gemeindeverband betrieb die Müllabfuhr und -entsorgung und hatte weitere Zuständigkeiten in Umweltfragen. Er war auch für den Bau und Unterhalt von Sport- und Kultureinrichtungen verantwortlich.

## Ehemalige Mitgliedsgemeinden
Folgende 12 Gemeinden gehörten der Communauté de communes du Canton de Saint Trivier de Courtes an:
| Gemeinde                   | Einwohner 1. Januar 2022 | Fläche km² | Dichte Einw./km² | Code INSEE | Postleitzahl |
| -------------------------- | ------------------------ | ---------- | ---------------- | ---------- | ------------ |
| Cormoz                     | 704                      | 19,6       | 36               | 01124      | 01560        |
| Courtes                    | 293                      | 9,1        | 32               | 01128      | 01560        |
| Curciat-Dongalon           | 462                      | 23,9       | 19               | 01139      | 01560        |
| Lescheroux                 | 720                      | 20,1       | 36               | 01212      | 01560        |
| Mantenay-Montlin           | 320                      | 10,8       | 30               | 01230      | 01560        |
| Saint-Jean-sur-Reyssouze   | 764                      | 27,5       | 28               | 01364      | 01560        |
| Saint-Julien-sur-Reyssouze | 687                      | 7,5        | 92               | 01367      | 01560        |
| Saint-Nizier-le-Bouchoux   | 589                      | 28,3       | 21               | 01380      | 01560        |
| Saint-Trivier-de-Courtes   | 1.122                    | 16,5       | 68               | 01388      | 01560        |
| Servignat                  | 180                      | 8,0        | 23               | 01406      | 01560        |
| Vernoux                    | 296                      | 10,2       | 29               | 01433      | 01560        |
| Vescours                   | 215                      | 12,5       | 17               | 01437      | 01560        |